# ГЕС Султан Махмуд
ГЕС Султан Махмуд – гідроелектростанція в Малайзії. Знаходячись після ГЕС Хулу-Теренггану, становить нижній ступінь каскаду у сточищі річки Теренггану, яка впадає до Південно-Китайського моря у місті Куала-Теренггану.
В межах проекту Теренггану після впадіння її правої притоки Kenyir перекрили кам’яно-накидною греблею із земляним ядром висотою 150 метрів та довжиною 800 метрів, яка потребувала 15,2 млн м3 матеріалу. Крім того, для закриття сідловин звели вісім земляних дамб висотою від 8 метрів. Найбільша серед них – дамба А – має висоту 52 метри, довжину 2250 метрів та потребувала 7 млн м3 матеріалу. Разом вони утримують водосховище Kenyir з площею поверхні 369 км2 та об’ємом 13,6 млрд млн м3 (корисний об’єм 7,4 млрд м3), в якому припустиме коливання рівня у операційному режимі між позначками 120 та 145 метрів НРМ (у випадку повені останній показник збільшується до 153 метрів НРМ).
Пригреблевий машинний зал обладнали чотирма турбінами типу Френсіс потужністю по 100 МВт, які при напорі у 120 метрів забезпечують виробництво 1,6 млрд кВт-год електроенергії на рік.